# Anopheles africanus
Anopheles africanus är en tvåvingeart som beskrevs av Roque 1903. Anopheles africanus ingår i släktet Anopheles och familjen stickmyggor.
Artens utbredningsområde är Angola. Inga underarter finns listade i Catalogue of Life.